# Daphnopsis nevlingii
Daphnopsis nevlingii es una especie de planta fanerógama de la familia Thymelaeaceae.

## Clasificación y descripción de la especie
Árboles de 2.5 a 5 m de alto; ramas jóvenes estrigosas; peciolo de 5 a 7 mm de largo; hojas oblanceoladas, elípticas u obovadas, de 9 a 14 cm hasta 22.5 cm de largo, y de 3 a 5 hasta 9 cm de ancho, margen entero. Las inflorescencias son umbeliformes y surgen desde ramas jóvenes. Inflorescencia estaminada con 18 a 20 flores; flor estaminada con cáliz tubular o hipocrateriforme, de 12 a 16 cm de largo; pétalos ausentes, estambres 8 a 9, anteras oblongas. Inflorescencia pistilada con 5 a 10 flores, flor pistilada con pedicelos de 2 a 3 mm, cáliz urceolado de 2 mm de largo con la garganta de 3 a 4 mm de ancho; pétalos ausentes; estaminodios 8, escuamiformes; pistilo setoso en el tercio superior, ovario ovoide, estigma exserto. Drupa elipsoide de 1.4 cm de largo por 7 mm de ancho.

## Distribución de la especie
Se localiza en México en el estado de Guerrero en los municipios de Chilpancingo y Malinaltepec.

## Ambiente terrestre
Esta especie forma parte del bosque mesófilo de montaña, del bosque de encino (Quercus) y del bosque mixto de pino (Pinus), a altitudes entre los 2100 y los 2490 m s.n.m.

## Estado de conservación
No se encuentra bajo ninguna categoría de riesgo en las normas mexicanas e internacionales (Norma Oficial Mexicana 059).